# Bernhard II. (Schweidnitz)
Bernhard II. von Schweidnitz (* etwa 1288; † 6. Mai 1326), Herr von Fürstenstein und Jauer, war 1301–1326 Herzog von Schweidnitz-Jauer.

## Herkunft und Familie
Bernhard entstammte dem Geschlecht der Schlesischen Piasten. Seine Eltern waren Herzog Bolko I. von Schweidnitz und Beatrix († 1316), Tochter des Markgrafen Otto V. von Brandenburg. Bernhards Geschwister waren u. a.:
- Heinrich I. († 1346)
- Bolko II. († 1341)
- Judith/Jutta († 1320), verheiratet mit Stephan I. von Niederbayern
- Elisabeth († nach 1341), verheiratet mit Herzog Wratislaw IV. von Pommern
- Anna († 1332/34), Äbtissin in Strehlen

Bernhard war seit etwa 1310 mit Kunigunde († 1333), Tochter des polnischen Königs Władysław I. Ellenlang aus dem Geschlecht der kujawischen Piasten vermählt. Aus der Ehe entstammen die Kinder:
- Bolko II. († 1368)
- Heinrich II. († 1343)
- Konstanze (1309/13–1363), ⚭ 1324/26 Primislaus/Primko von Glogau († 1331)
- Elisabeth (1314/15–1348), ⚭ 1326 Bolko II. von Oppeln († 1356)

Nach Bernhards Tod heiratete seine Witwe Kunigunde in zweier Ehe 1328 Herzog Rudolf I. von Sachsen-Wittenberg.

## Leben
Nach dem Tode seines Vaters Bolko I. 1301 waren dessen Söhne Bernhard, Heinrich und Bolko noch minderjährig. Deshalb standen sie zunächst unter der Vormundschaft ihres Onkels Hermann von Brandenburg, der diese Aufgabe seinem Hauptmann Hermann von Barby (Barboy) übertrug. Nach dem Tod des Vormunds Hermann von Brandenburg 1308 regierte der inzwischen mündige Bernhard das Herzogtum zugleich für seine jüngeren Brüder. Heinrich wurde 1312 volljährig und erhielt Jauer, das wieder ein selbständiges Herzogtum wurde, Bolko erhielt 1321 Münsterberg, dessen Herzogslinie er begründete. Auf Bernhard entfiel das Herzogtum Schweidnitz.
Zusammen mit weiteren acht schlesischen Herzögen beschwerte sich Bernhard 1320 beim Heiligen Stuhl in Avignon über die Einführung des Peterspfennigs in der Breslauer Diözese in der neuen Form der Pro-Kopfsteuer, die bis dahin pro Familie erhoben wurde. 1322 kämpfte Bernhard und weitere schlesische Ritter während der Schlacht bei Mühldorf zusammen mit dem böhmischen König Johann von Luxemburg auf Seiten der Wittelsbacher unter Ludwig IV. dem Bayern.
Herzog Bernhard war ein großer Förderer des von seinem Vater Bolko I. gegründeten Klosters Grüssau. Nach seinem Tod wurde er in einem Hochgrab im Chor der Klosterkirche beigesetzt, das 1661/62 verlegt wurde, vermutlich weil es die liturgischen Feiern behinderte. 1738 wurden Bernhards Gebeine in die neue Fürstenkapelle übertragen. 
Das Herzogtum Schweidnitz fiel 1326 an Bernhards Sohn Bolko II.